# Johann Bussemacher

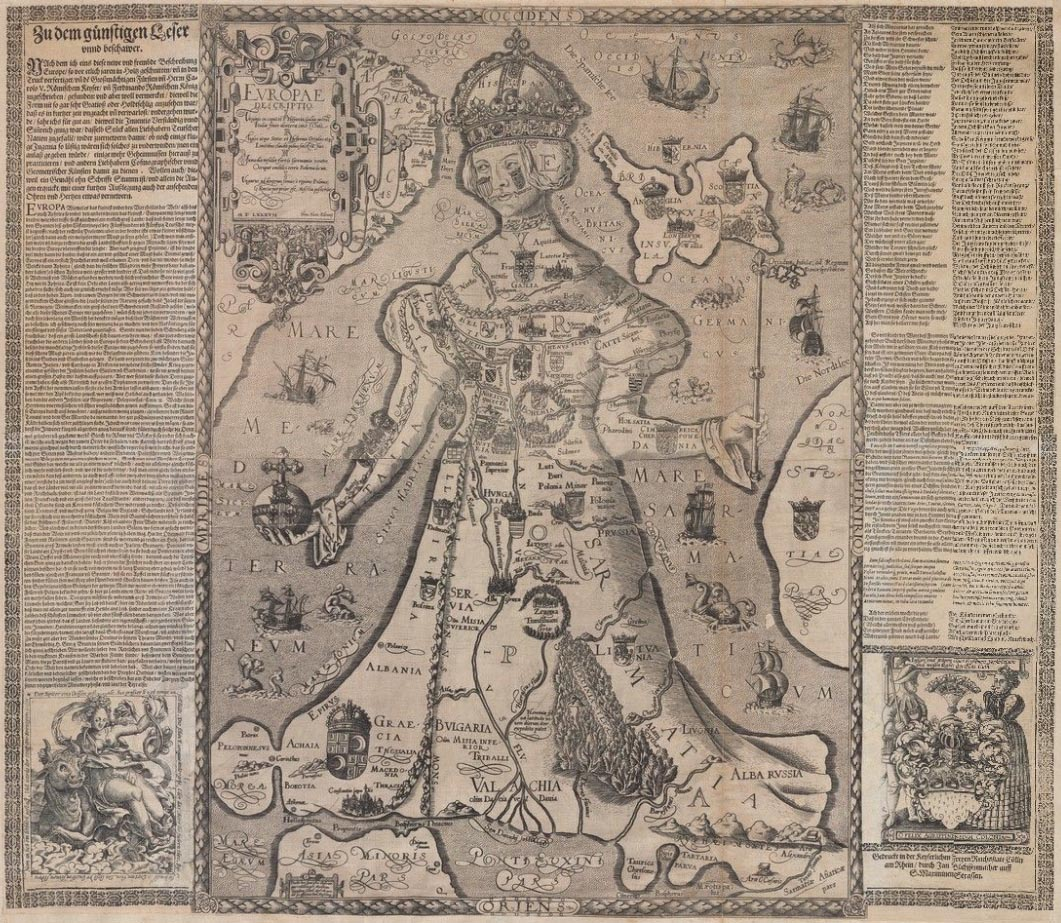
Matthias Quadt von Kinckelbach (Kupferstich) nach Johann Putsch (Inventor): Europae Descriptio. 61 × 44 cm, Köln: Johann Bussemacher, 1587.

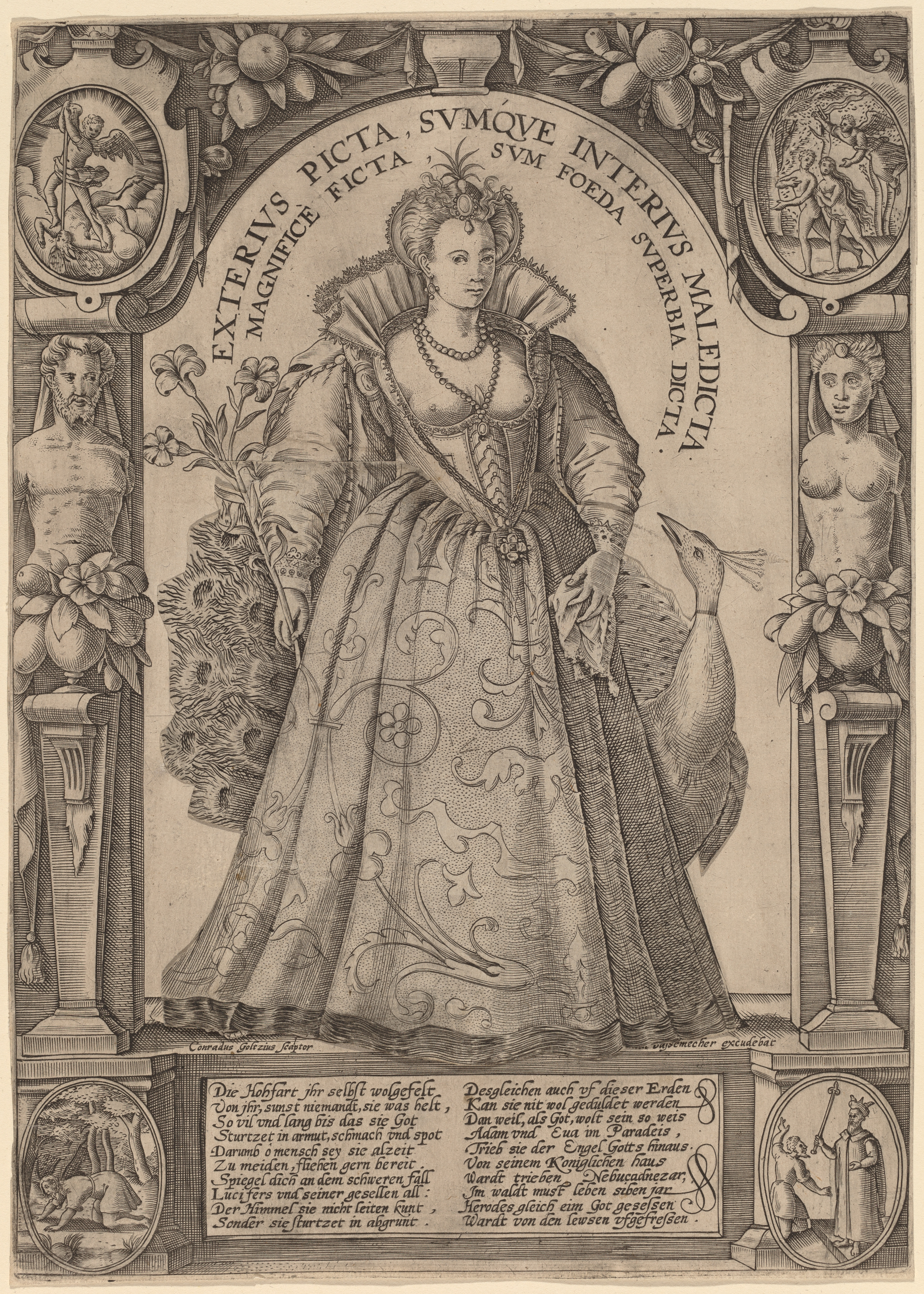
Conrad Goltz: Der Hochmut, Kupferstich, Köln: von Johann Bussemacher, um 1600; Washington, National Gallery of Art, Rosenwald Collection.

Johann Bussemacher (tätig ab 1577; † nach 1616) war ein deutscher Graphikverleger, Buchdrucker und Kupferstecher. Er arbeitete von etwa 1577 bis 1623 in Köln. Druckerei und Wohnung hatte er dort auf der Maximinstraße.

## Namen
Johann Bussemacher verwendete folgende Namensabwandlungen:
Vorname: Johan, Johann, Ioahann, Iohan, Ian, Ioan B., I. B.
Nachname: Bussemacher, Bussemachr, Bussmacher, Bussemchr, Bussenmecher, Bussemecher, Bussemechr, Bussmechr, Bussmehr, Bussemec., Bussemaker, Bussema., Busseme., Bussern., Busse., Bussm:, Busm:, Buss:, Bus:, Bu:, Buxemacher, Buxmacher, Buxemecher, Büchsenmacher, Büchsmacher, Buchsemacher, Buchsemecher, Buchsmechr, Buschemecher, Büssemacher.

## Herausgegebene Werke

### Umfang
Als früheste von Bussemacher verlegte Werke tragen dreizehn Kupferstiche, die Pieter Maes 1577 im Alter von 17 Jahren nach Heinrich Aldegrevers Serie der Taten des Herkules seitenverkehrt nachgestochen hat, seinen Namen („Ian Bussemaker“). Bei Bussemacher erschienen zahlreiche Kupferstiche, u. a. Arbeiten von Matthias Quadt von Kinckelbach (1557–1613), Raphael de Mey, Konrad Gols, Konrad Goltz (der Bruder des Hendrick Goltzius; um 1565 – vor 1617) sowie vieles von den Kupferstechern der Familie Hogenberg. Die bei Bussemacher veröffentlichten Werke wurden teils in seinem Auftrag gestochen, teils aus angekauften und aufgestochenen Platten nachgedruckt oder in Kooperation mit anderen Druckern und auch in anderen Städten produziert.

### Themenfelder
Thematisch umfasst die mit seinem Namen verbundene Graphikproduktion insbesondere die Bereiche katholische Frömmigkeit (ein nachgedruckter Zyklus zum Alten Testament, ein nachgedruckter Passionszyklus, Heiligenbilder, ein Zyklus mit Jesuiten-Märtyrern, von ihm selbst mehrere Kupferstiche mit der Darstellung von Heiligen; zahlreiche Porträts, u. a. zahlreiche Bildnisse katholischer kirchlicher Würdenträger; Flugblätter, weit überwiegend zu einer pro-kaiserlichen Tagespolitik, sowohl innerhalb des Reichs als auch mit Blick auf die Niederlande, England und Frankreich; von Quadt hergestellte Landkarten; Blätter zu lokalen Themen; einige wenige mythologische Darstellungen, allegorische Darstellungen, ein Kartenspiel, den Nachdruck der von Virgil Solis und Joost Amman geschnittenen Porträts der französischen Könige unter dem Titel Iconographia Regum Francorum und mit einem deutschsprachigen Text von Michael von Aitzing (um 1530–1598), der Nachdruck eines Ornamentbuches, der Nachdruck eines Architektur- und Säulenbuches, der Nachdruck des Buches zur Gartenarchitektur von Hans Vredeman de Vries, der Nachdruck von 24 Platten des Virgil Solis mit Nürnberger Goldschmiedevorlagen sowie zahlreiche, weitere, großenteils von aufgekauften Platten älterer Editionen gedruckte ornamentale Vorlagebücher mit Buchstaben, Blumenvasen, Architektur oder Gartenarchitektur, insbesondere auch in Form sogenannter Schreiner-, Architektur- und Säulenbücher. Auch den Kupferstich nach dem Wandgemälde der im Jahre 1357 vom Scheintod erstandenen Richmodis von Lyskirchen, einer Szene aus der Richmodis-Legende, zeigte und das dann 1785 beim Abriss der Vorhalle der Kölner Apostelnkirche zerstört wurde, druckte Bussemacher, wie auf dem Stich vermerkt ist.

### Kritische Graphik

#### Luxuskritik
Um 1600 war Bussemacher an einer Kampagne gegen den Kleidungsluxus Kölner Bürger beteiligt. In seinem Auftrag fertigten Conrad Goltz und sein Gehilfe Quadt drei Kupferstiche an, die  aufwendige Kleidung lächerlich machten und sie als eitel, hochmütig und des Teufels anklagten. In der Flugblattgrafik und insbesondere in den beigefügten Argumenten folgten die drei dabei offensichtlich dem religiös moralisierenden Impetus der aufständischen Reformierten in den Niederlanden. In der Folge wurden Goltz und Quadt durch einen Kölner Turmmeister verhört und für einen Tag inhaftiert. 1599 nahm Quadt zudem an einer verbotenen gottesdienstlichen Zusammenkunft der deutsch-reformierten Gemeinde teil, konnte dann die hierfür verhängte hohe Geldstrafe nicht zahlen und musste Köln 1604 verlassen.

#### Kritik von Kunst- und Wissenschaftsfeindlichkeit

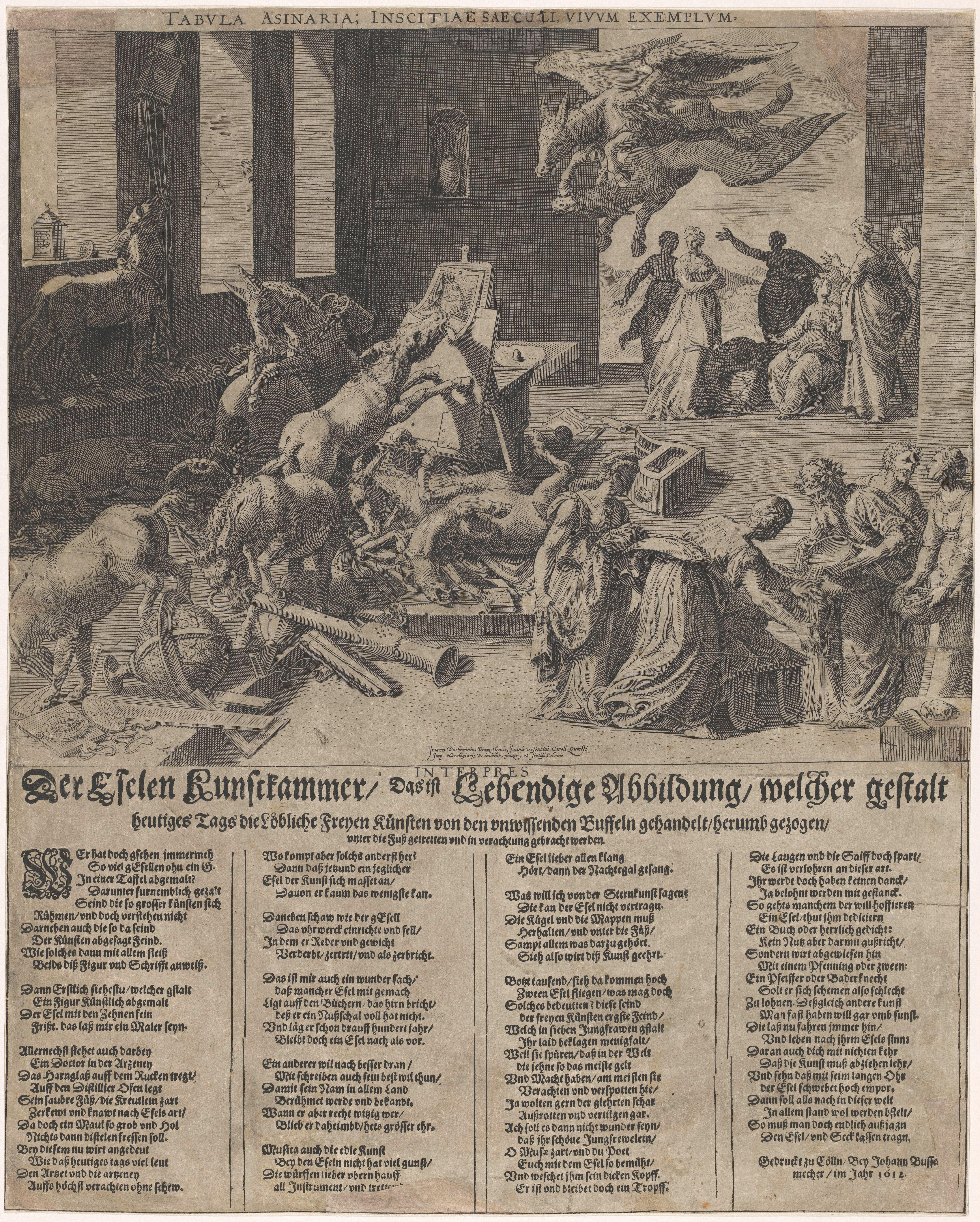
Isaac Duchemin: Tabula Asinaria. Der Eselen Kunstkammer, Kupferstich, 44,3 × 35,0 cm, Köln: Johann Bussemacher, 1612.

1612 produzierte Bussemacher die Neuauflage eines allegorischen Flugblattes über die Unbildung seiner Zeitgenossen und deren Ignoranz gegenüber den Künsten. Der Titel Tabula Asinaria spielte dabei auf die Fabula asinaria , die Eselskomödie des Plautus, an. Hierzu verwendete Bussemacher einen von Isaac Duchemin († vor oder um 1600) entworfenen und gestochenen Kupferstich, der bereits 1582 über einer in lateinischer Sprache verfassten Elegie des Humanisten Jean Matal (um 1517–1597) ebenfalls in Köln erschienen war. Kupferstich und Gedicht zeigen, wie eine Horde Esel als Verkörperungen von Unwissenheit und Ignoranz in einer geräumigen Kunstkammer alle Hervorbringungen und Werkzeuge der Künste zertrampelt, während ein mit einem Lorbeerkranz gekrönter Dichter (poeta laureatus) und seine Gehilfinnen vergebens versuchen, einem Esel mit Seife den Kopf zu waschen, wie zwei geflügelte Esel als Parodie auf das Dichterross Pegasus herbeifliegen und wie die Musen der Sieben Freien Künste dabei sind, die Kunstkammer bald ganz zu verlassen.
Die politische Positionierung der Erstauflage, die mit der Darstellung der Esel in der Kunstkammer Kunst- und Wissenschaftsfeindlichkeit als Ursache der Kriegstreiberei anklagte, entschärfte Bussemacher allerdings, indem er Matals Beischrift durch eine anonyme Erläuterung des Bildes in Form eines mehrstrophigen Gedichts in frühneuhochdeutscher Sprache ersetzte und damit Matals pazifistisch intendierte Bildungsforderung wegließ. Bussemachers Nachdruck erfolgte in dem Jahr, in dem Ernst von Bayern (1554–1612), der 1583 anstelle Gebhards als Kölner Erzbischof eingesetzt worden war, im Februar 1612 gestorben, und in dem dessen Neffe Ferdinand von Bayern (1577–1650), der seit 1595 schon Koadjutor im Kölner Erzbistum war, zum neuen Erzbischof von Köln gewählt wurde. Ferdinand förderte zwar einerseits die Künste, ging andererseits aber deutlicher als sein Vorgänger gegen alles Abweichende vor. Der Übergang des Kölner Bischofssitzes an ihn dürfte wohl Bussemachers Anlass gewesen sein, eine dezidiert entschräfte Fassung des Flugblattes neu aufzulegen und den Kupferstich hierzu mit einem neuen Text zu versehen, der zwar den Spott gegen die allgemeine Unbildung verschärfte, jede Erinnerung an einen Bezug des Blattes auf Politik und Krieg nun aber auslöschte.